# On the Run (utwór instrumentalny)
On the run – utwór instrumentalny brytyjskiego zespołu rockowego Pink Floyd, który wydano na albumie The Dark Side of the Moon (1973).
Utwór „On the run” mówi o presji związanej z podróżowaniem (a która według Richarda Wrighta przynosi strach przed śmiercią). Podczas wykonywania kompozycji na żywo, pod koniec, zespół wykorzystywał model samolotu lecący z jednego końca areny do drugiego, który następnie wybuchał. Ten sam efekt był używany podczas trasy koncertowej A Momentary Lapse of Reason z latającym łóżkiem. Było to inspiracją dla zespołu Disaster Area w Autostopem przez Galaktykę, których występ sceniczny zawierał statek kosmiczny zderzający się ze Słońcem. Podczas nagrywania, a także na koncertach, utwór był czasami nazywany „The Travel Sequence”. Drużyna koszykówki Chicago Bulls wykorzystuje tę kompozycję podczas wprowadzania zespołu gości dla składu wyjściowego.